# Llista de monuments de Muro
Llista de monuments de Muro catalogats pel consell insular de Mallorca com a Béns d'Interès Cultural en la categoria de monuments pel seu interès històric, artístic, arquitectònic, arqueològic, històric-industrial, etnològic, social, científic o tècnic.
| Monument                                                    | Tipus                | Localització                     | Coordenades                                           | Codi?         | Imatge |
| ----------------------------------------------------------- | -------------------- | -------------------------------- | ----------------------------------------------------- | ------------- | --- |
| Església i Convent de Santa Anna, antic Convent dels Mínims | Edif. religiosos     | Muro Plaça del Convent           | 39° 44′ 03″ N, 3° 03′ 12″ E / 39.734242°N,3.05334°E   | RI-51-0011250 | Església i Convent de Santa Anna (Muro) · Vegeu més fotos d'aquest monument · Carregueu una nova foto d'aquest monument |
| Creu de Marjal o del Camí de sa Pobla                       | Creus de terme       | Muro Carrer Joan Massanet        | 39° 44′ 24″ N, 3° 03′ 08″ E / 39.739924°N,3.0521793°E | RI-51-0010329 | Creu de Marjal (Muro) · Vegeu més fotos d'aquest monument · Carregueu una nova foto d'aquest monument                   |
| Creu del carrer Major                                       | Creus de terme       | Muro                             | 39° 43′ 59″ N, 3° 03′ 32″ E / 39.733061°N,3.058813°E  | RI-51-0010330 | Carregueu una nova foto d'aquest monument                                                                               |
| Creu de s'Estació                                           | Creus de terme       | Muro                             | 39° 43′ 56″ N, 3° 02′ 48″ E / 39.732125°N,3.046599°E  | RI-51-0010331 | Creu de s'Estació (Muro) · Carregueu una nova foto d'aquest monument                                                    |
| Creu des camí de s'Estret                                   | Creus de terme       | Muro                             | 39° 44′ 24″ N, 3° 03′ 39″ E / 39.740003°N,3.060771°E  | RI-51-0010332 | Carregueu una nova foto d'aquest monument                                                                               |
| Creu de Son Morell, o Creu des Complat                      | Creus de terme       | Muro                             | 39° 44′ 13″ N, 3° 03′ 34″ E / 39.737007°N,3.059314°E  | RI-51-0010333 | Carregueu una nova foto d'aquest monument                                                                               |
| Creu de Morell                                              | Creus de terme       | Muro                             | 39° 43′ 58″ N, 3° 04′ 15″ E / 39.732872°N,3.070891°E  | RI-51-0010334 | Carregueu una nova foto d'aquest monument                                                                               |
| Creu de l'Auba o Creu del carrer de Sant Joan               | Creus de terme       | Muro                             | 39° 43′ 58″ N, 3° 03′ 35″ E / 39.732877°N,3.059819°E  | RI-51-0010335 | Carregueu una nova foto d'aquest monument                                                                               |
| Creu dels Jueus                                             | Creus de terme       | Muro Avinguda de Santa Margalida | 39° 43′ 37″ N, 3° 03′ 39″ E / 39.727058°N,3.060695°E  | RI-51-0010336 | Carregueu una nova foto d'aquest monument                                                                               |
| Conjunt històric de Muro                                    | Conjunt urbà         | Muro                             | 39° 44′ 08″ N, 3° 03′ 31″ E / 39.735476°N,3.058491°E  | RI-53-0000182 | Carregueu una nova foto d'aquest monument                                                                               |
| Can Monjo / Alacantí                                        | Monument arqueològic | Muro                             | 39° 44′ 40″ N, 3° 06′ 16″ E / 39.744571°N,3.104544°E  | RI-51-0002452 | Carregueu una nova foto d'aquest monument                                                                               |
| Alacantí Vell / Darrera ses Cases                           | Monument arqueològic | Muro                             | 39° 43′ 59″ N, 3° 05′ 43″ E / 39.732956°N,3.095179°E  | RI-51-0002453 | Carregueu una nova foto d'aquest monument                                                                               |
| Sementer de Baix / Alacantí Vell                            | Monument arqueològic | Muro                             | 39° 44′ 47″ N, 3° 06′ 32″ E / 39.746460°N,3.108865°E  | RI-51-0002454 | Carregueu una nova foto d'aquest monument                                                                               |
| Cova de Ca n'Oliver / Es Castellots                         | Monument arqueològic | Muro                             | 39° 44′ 01″ N, 3° 02′ 50″ E / 39.733688°N,3.047341°E  | RI-51-0002455 | Carregueu una nova foto d'aquest monument                                                                               |
| Es Muà                                                      | Monument arqueològic | Muro                             | 39° 43′ 46″ N, 3° 02′ 08″ E / 39.729431°N,3.035498°E  | RI-51-0002456 | Carregueu una nova foto d'aquest monument                                                                               |
| Es Fiters                                                   | Monument arqueològic | Muro                             | 39° 45′ 13″ N, 3° 04′ 04″ E / 39.753699°N,3.067775°E  | RI-51-0002457 | Carregueu una nova foto d'aquest monument                                                                               |
| Son Alba / Ses Cases                                        | Monument arqueològic | Muro                             | 39° 44′ 51″ N, 3° 06′ 14″ E / 39.747455°N,3.103953°E  | RI-51-0002458 | Carregueu una nova foto d'aquest monument                                                                               |
| Cova de Son Blai                                            | Monument arqueològic | Muro                             |                                                       | RI-51-0002459 | Carregueu una nova foto d'aquest monument                                                                               |
| Sa Font / Son Morei                                         | Monument arqueològic | Muro                             | 39° 45′ 03″ N, 3° 04′ 14″ E / 39.750904°N,3.070586°E  | RI-51-0002460 | Carregueu una nova foto d'aquest monument                                                                               |
| Son Perera Nou / Can Cotxer                                 | Monument arqueològic | Muro                             | 39° 44′ 15″ N, 3° 04′ 29″ E / 39.737386°N,3.074645°E  | RI-51-0002461 | Carregueu una nova foto d'aquest monument                                                                               |
| Son Perera Vell / Es Claper des Moros                       | Monument arqueològic | Muro                             | 39° 44′ 18″ N, 3° 04′ 45″ E / 39.738374°N,3.079197°E  | RI-51-0002462 | Carregueu una nova foto d'aquest monument                                                                               |
| Son Perera Vell / Coves de sa Garriga / Es Penyal           | Monument arqueològic | Muro                             | 39° 44′ 32″ N, 3° 05′ 00″ E / 39.742165°N,3.083415°E  | RI-51-0002463 | Carregueu una nova foto d'aquest monument                                                                               |
| Via antiga de Son Perera Vell / Es Sementer                 | Monument arqueològic | Muro                             |                                                       | RI-51-0002464 | Carregueu una nova foto d'aquest monument                                                                               |
| Grup d'enterrament de Son Perera Vell / Sa Vinyeta          | Monument arqueològic | Muro                             |                                                       | RI-51-0002465 | Carregueu una nova foto d'aquest monument                                                                               |
| Can Milec / Son Pelet                                       | Monument arqueològic | Muro                             | 39° 42′ 43″ N, 3° 03′ 17″ E / 39.711808°N,3.054680°E  | RI-51-0002466 | Carregueu una nova foto d'aquest monument                                                                               |
| Son Sant Joan                                               | Monument arqueològic | Muro                             | 39° 45′ 42″ N, 3° 05′ 11″ E / 39.761616°N,3.086357°E  | RI-51-0002467 | Carregueu una nova foto d'aquest monument                                                                               |
| Can Punxa / Son Sant Martí                                  | Monument arqueològic | Muro                             | 39° 46′ 28″ N, 3° 07′ 09″ E / 39.774471°N,3.119068°E  | RI-51-0002468 | Carregueu una nova foto d'aquest monument                                                                               |
| Cova de Son Sant Martí / Can Verdal                         | Monument arqueològic | Muro                             |                                                       | RI-51-0002469 | Carregueu una nova foto d'aquest monument                                                                               |
| Cova de Son Sant Martí / Sa Pleta                           | Monument arqueològic | Muro                             | 39° 45′ 44″ N, 3° 07′ 17″ E / 39.762134°N,3.121382°E  | RI-51-0002470 | Carregueu una nova foto d'aquest monument                                                                               |
| Cova de Son Sant Martí / Es Velar                           | Monument arqueològic | Muro                             |                                                       | RI-51-0002471 | Carregueu una nova foto d'aquest monument                                                                               |
| Ses Cases de Son Serra                                      | Monument arqueològic | Muro                             | 39° 45′ 14″ N, 3° 06′ 00″ E / 39.753937°N,3.099889°E  | RI-51-0002472 | Ses Cases de Son Serra (Muro) · Vegeu més fotos d'aquest monument · Carregueu una nova foto d'aquest monument           |
| Talaiot de sa Talaia Blanca                                 | Monument arqueològic | Muro                             |                                                       | RI-51-0002473 | Carregueu una nova foto d'aquest monument                                                                               |
| Tanca                                                       | Monument arqueològic | Muro                             | 39° 42′ 36″ N, 3° 04′ 26″ E / 39.710086°N,3.073927°E  | RI-51-0002474 | Carregueu una nova foto d'aquest monument                                                                               |
| Ses Pedreres / Vinromà                                      | Monument arqueològic | Muro                             | 39° 45′ 20″ N, 3° 03′ 28″ E / 39.755687°N,3.057866°E  | RI-51-0002475 | Ses Pedreres / Vinromà (Muro) · Vegeu més fotos d'aquest monument · Carregueu una nova foto d'aquest monument           |